# Gordana Matković
Pour les articles homonymes, voir Matković.
Gordana Matković (en serbe cyrillique Гордана Матковић ; née le 15 mars 1960 à Belgrade) est une femme politique serbe. Elle est membre du Parti démocratique (DS). Elle est ministre de la Politique sociale dans le gouvernement de Zoran Đinđić puis conseillère générale du président de la République Boris Tadić.

## Parcours
Gordana Matković est directrice du Département d'études en politique sociale au Centre d'études libéral-démocrate. Dans ce cadre, elle s'intéresse à l'assurance sociale et à la politique sociale, à la démographie, à l'économie du travail et au développement humain. En tant que consultante, elle collabore avec la Banque mondiale, avec le Programme des Nations unies pour le développement et avec l'Unicef. Elle est professeur invité à la Faculté d'économie de l'université de Belgrade. De 2000 à 2004, elle est ministre des Affaires sociales dans le gouvernement présidé par Zoran Đinđić.
En 2004, Gordana Matković reçoit le prix Konstantin Obradović de la promotion des droits de l'homme et, en 2005, elle reçoit le prix Femmes d'affaires et de gouvernement décerné par la Erste Bank et la Banque européenne pour la reconstruction et le développement.